# Hnojník (houba)
Hnojník (Coprinus) je rod stopkovýtrusných hub z čeledi hnojníkovitých. Až do roku 2001 byl považován za velký rod s téměř 200 druhy. Poté, co prošel molekulárně fylogenetickými výzkumnými projekty, zjistilo se, že z něj je patrně potřeba některé druhy vyřadit. Většina druhů rodu Coprinus byla přeřazena do tří rodů čeledi Psathyrellaceae: Coprinellus, Coprinopsis a Parasola.

## Druhy
Tradičně se k tomuto rodu řadily například:
- Hnojník Patouillardův
- Hnojník bradavkatý
- Hnojník chlupatonohý
- Hnojník domácí
- Hnojník inkoustový
- Hnojník nasetý
- Hnojník obecný
- Hnojník strakatý
- Hnojník třpytivý
- Hnojník zaječí
- Hnojník zajícovitý

## Nežádoucí účinky
- Hnojník obecný – Coprinus comatus (MÜLL. ex FR.) S. F. GRAY,
- Hnojník třpytivý – Coprinus micaceus (BULL. ex FR.) FR.,
- Hnojník inkoustový – Coprinus atramentarius (BULL. ex FR.) FR.

Výše uvedené hnojníky vykazují inkompatibilitu s alkoholem, která se projevuje bolestmi hlavy, bušením srdce, zrychlením tepu, zčervenáním v obličeji, pocitem horka, nevolností, zvracením, poruchami vidění, úzkostí, popřípadě i bezvědomím. U hnojníku inkoustového (Coprinus atramentarius) bylo prokázáno, že obsahuje látku koprin, která inhibuje jaterní enzym alkohol-dehydrogenázu, odbourávající v játrech alkohol. Jde podstatě o otravu houbami, která může vzniknout i bez použití alkoholu po konzumaci většího množství pokrmu z hnojníku inkoustového najednou. Alkohol požitý současně nebo následně s houbou, podobně jako v játrech endogenně vzniklý alkohol, není dále odbouráván a nastává otrava acetaldehydem (LINDBERG a spol. 1975). U hnojníku obecného (Coprinus comatus) a hnojníku třpytivého (Coprinus micaceus) zatím nebyl koprin prokázán, nesnášenlivost s alkoholem může případně mít i jinou povahu než u hnojníku inkoustového.

## Galerie

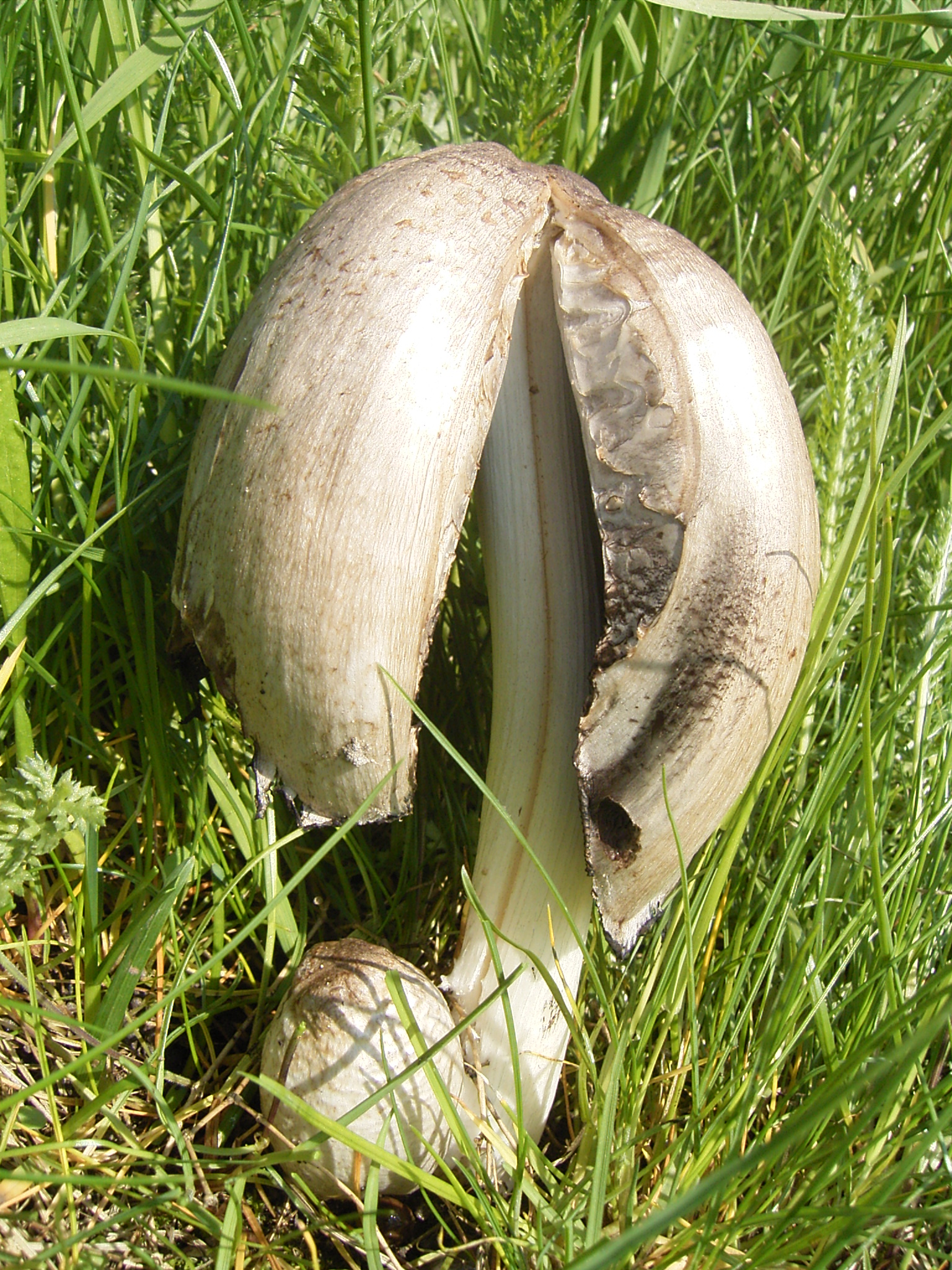
Coprinus atramentarius
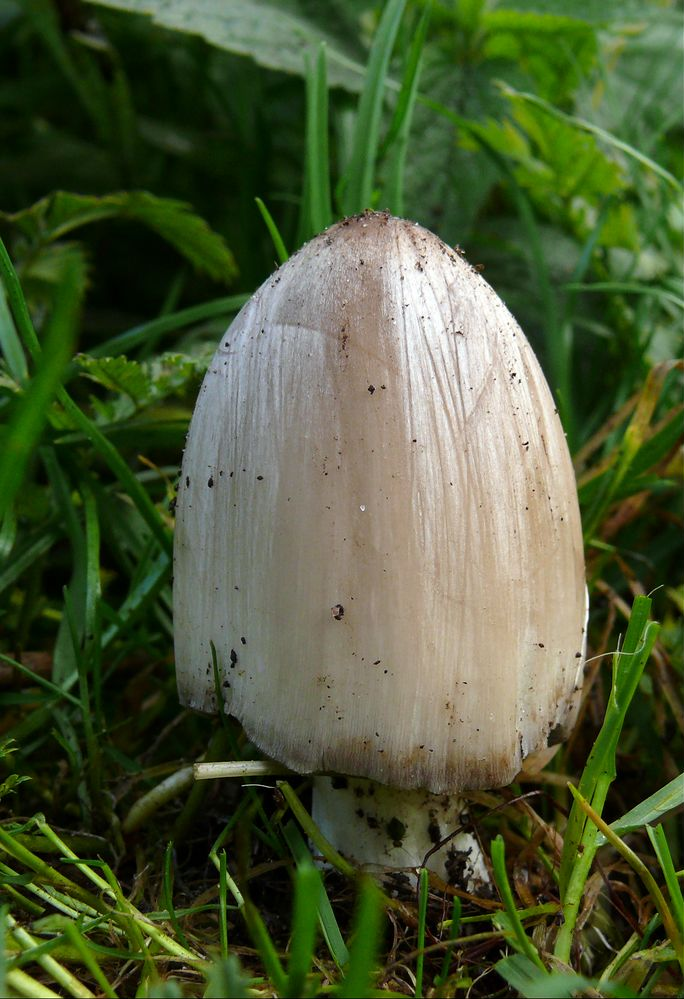
Coprinus atramentarius
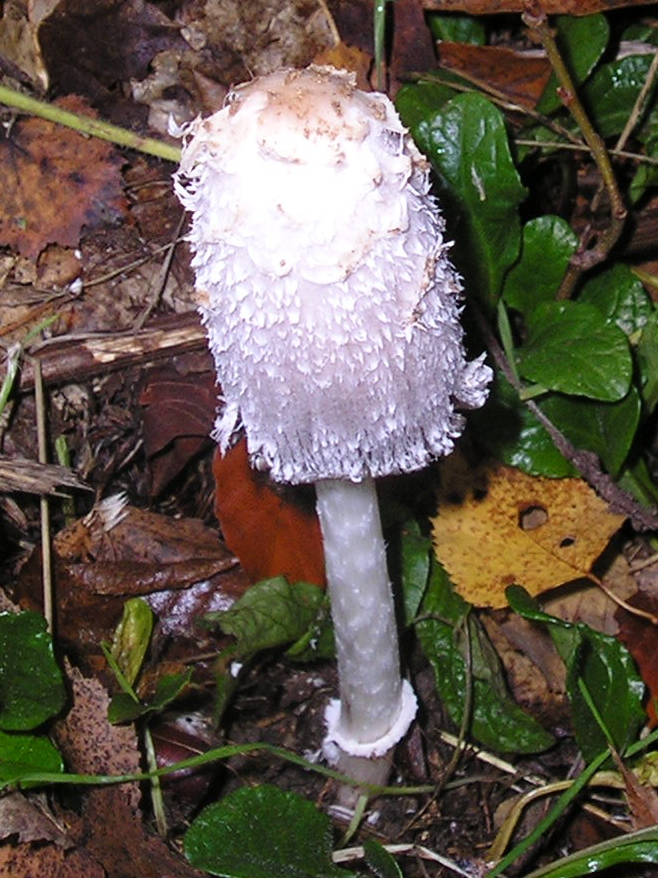
Hnojník obecný Coprinus comatus
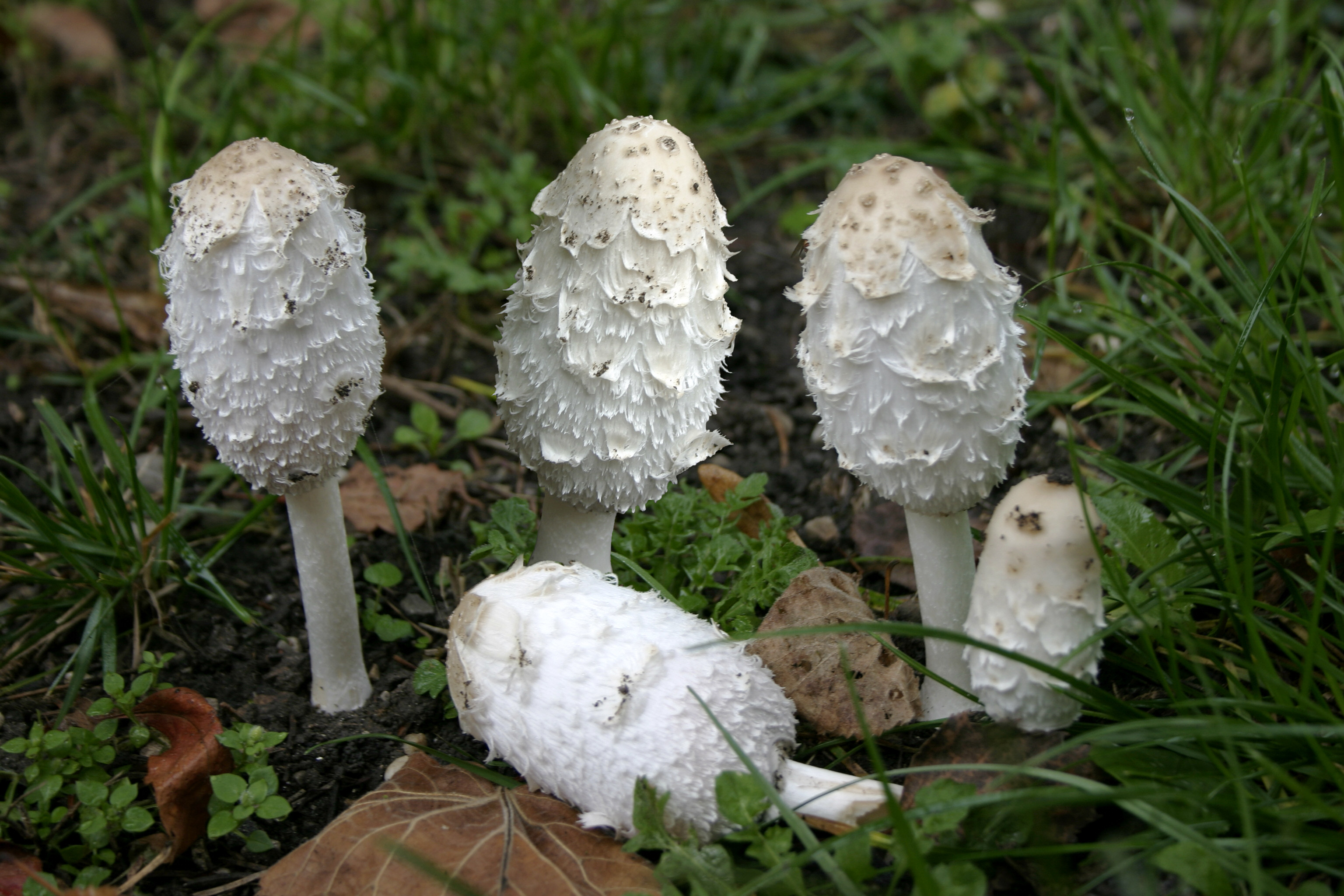
Hnojník obecný Coprinus comatus
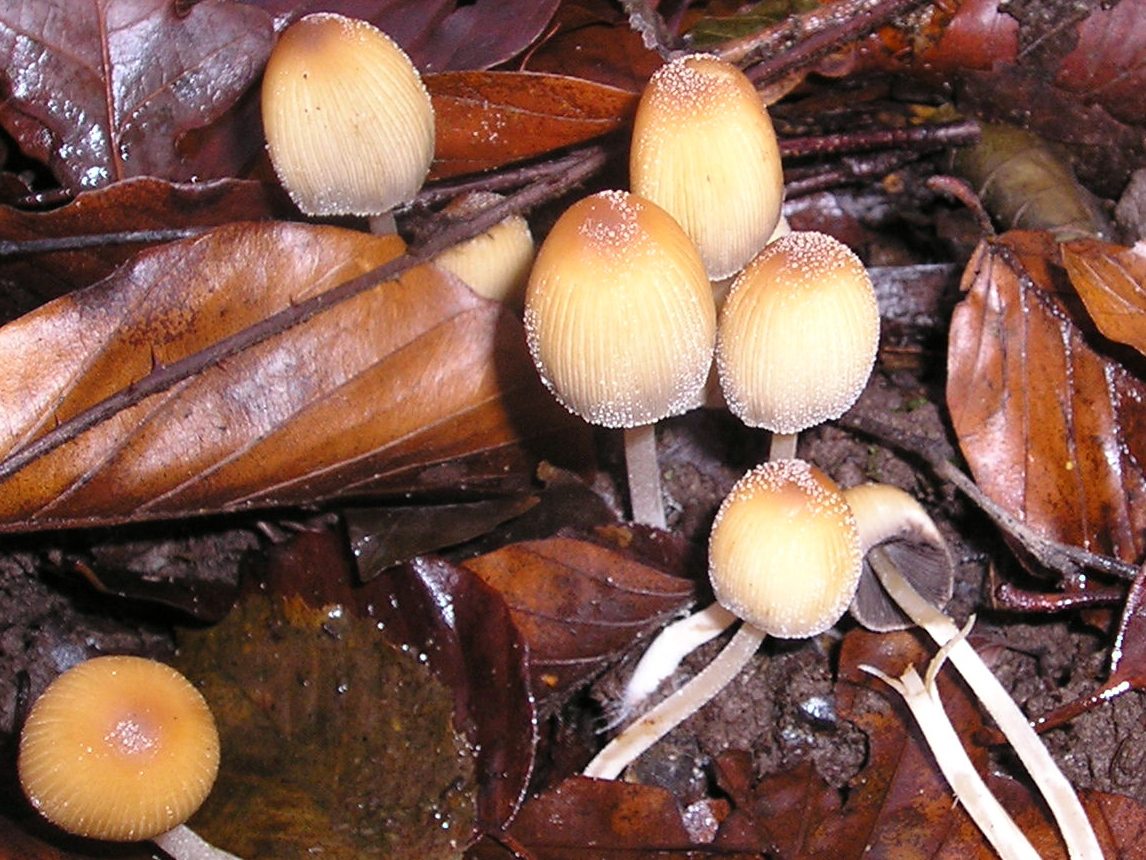
Hnojník třpytivý Coprinus micaceus
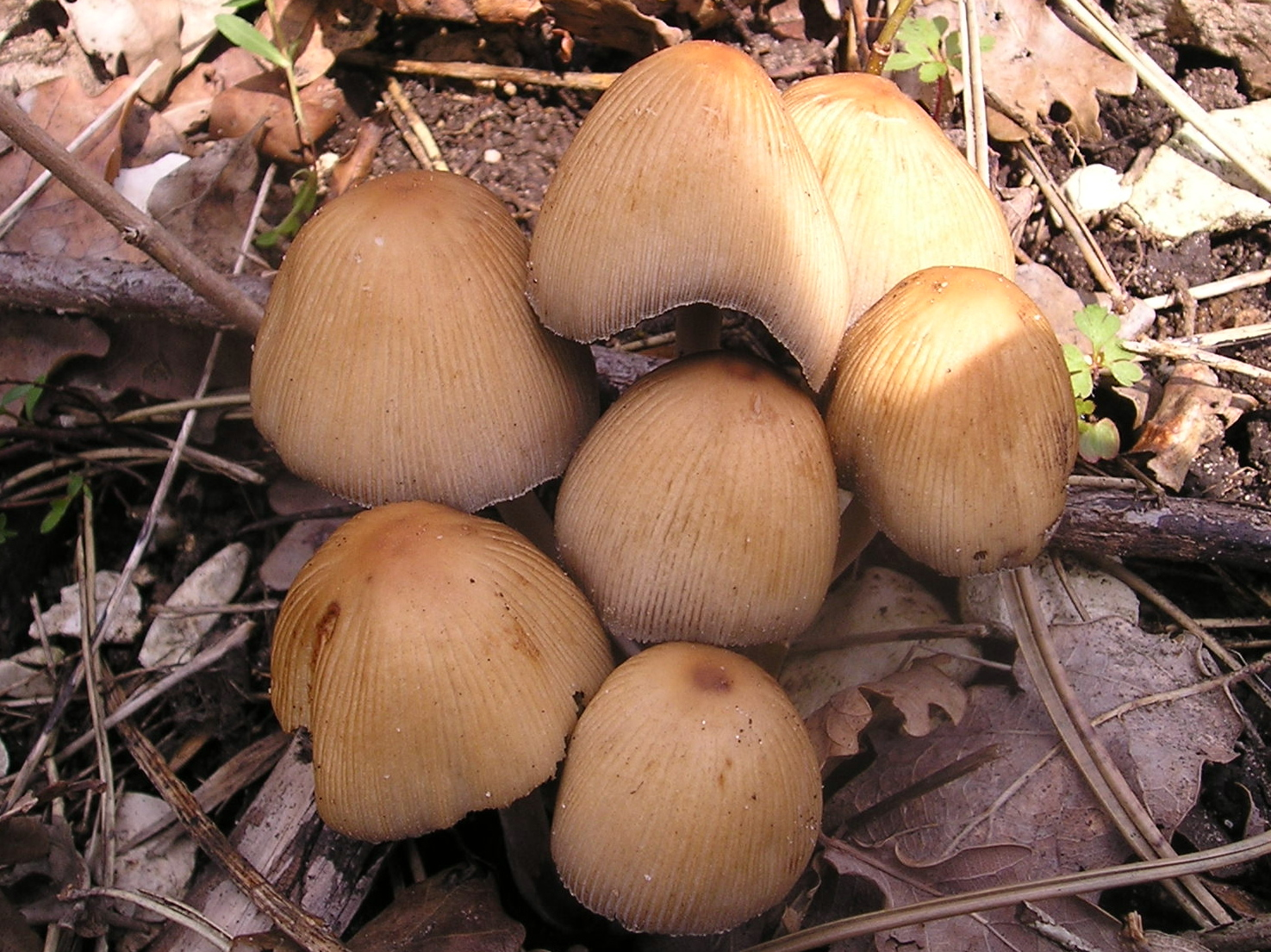
Hnojník třpytivý Coprinus micaceus
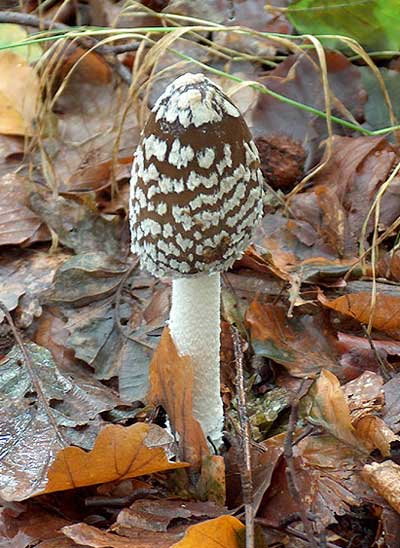
Coprinus picaceus
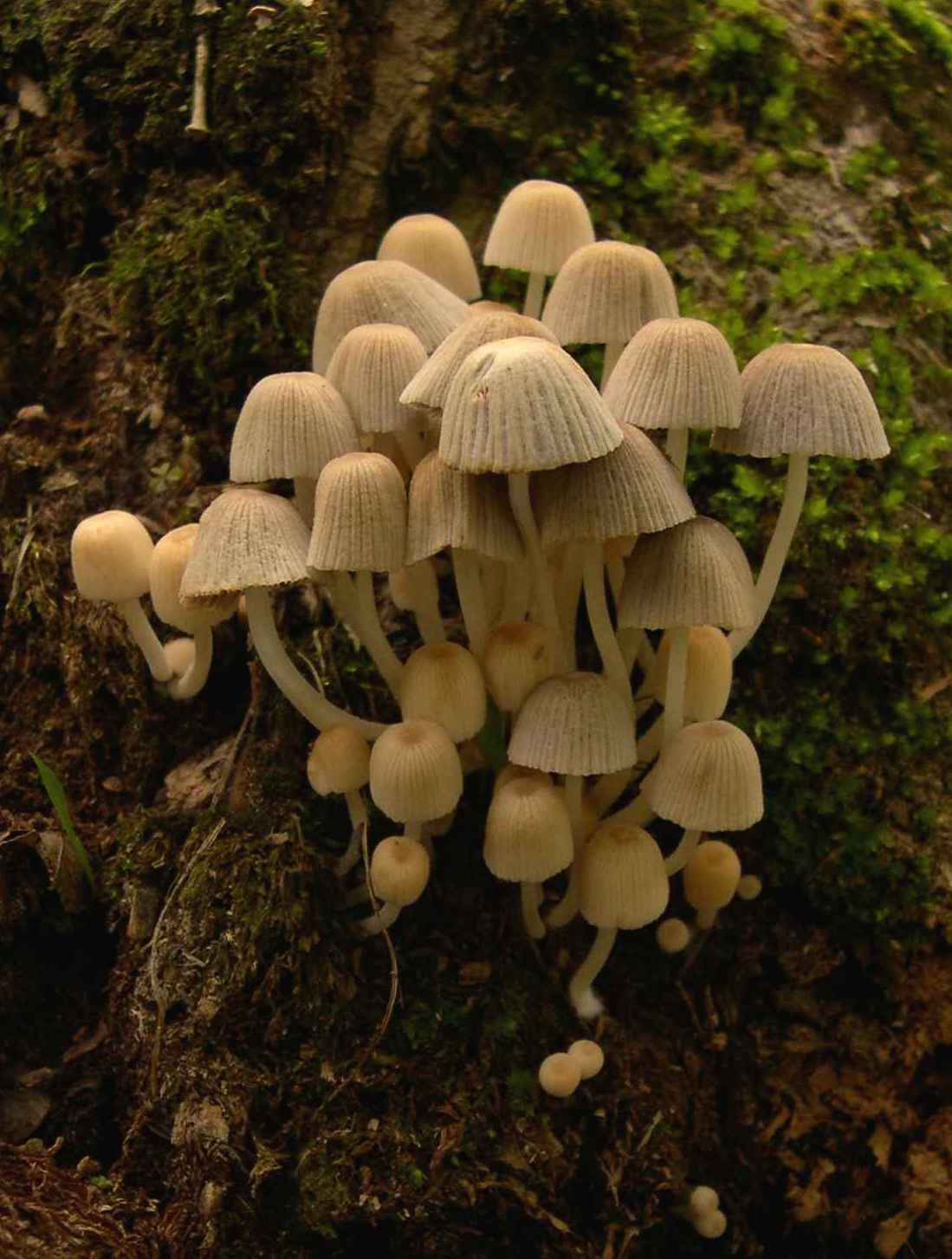
Coprinus disseminatus
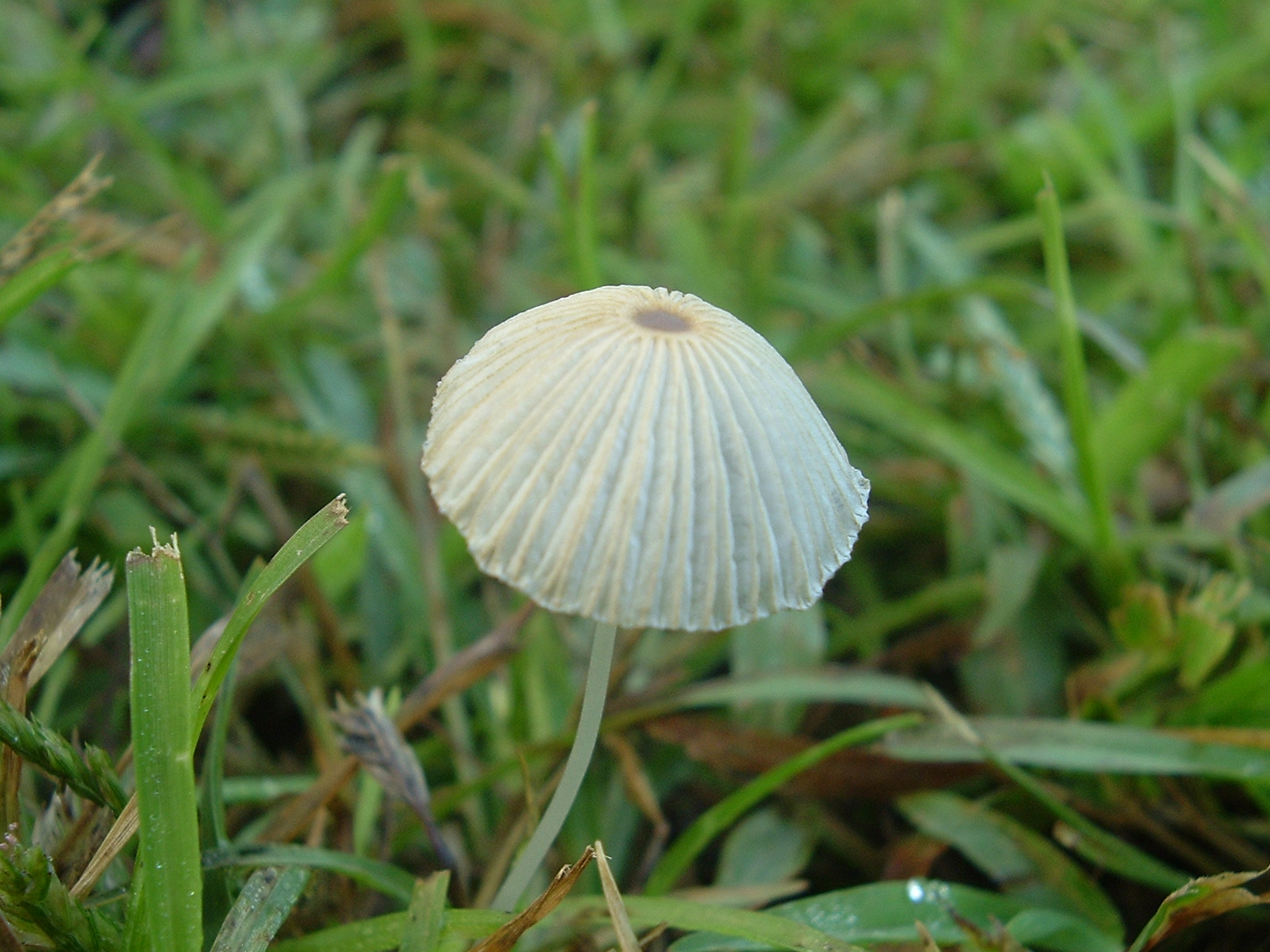
Coprinus plicatilis
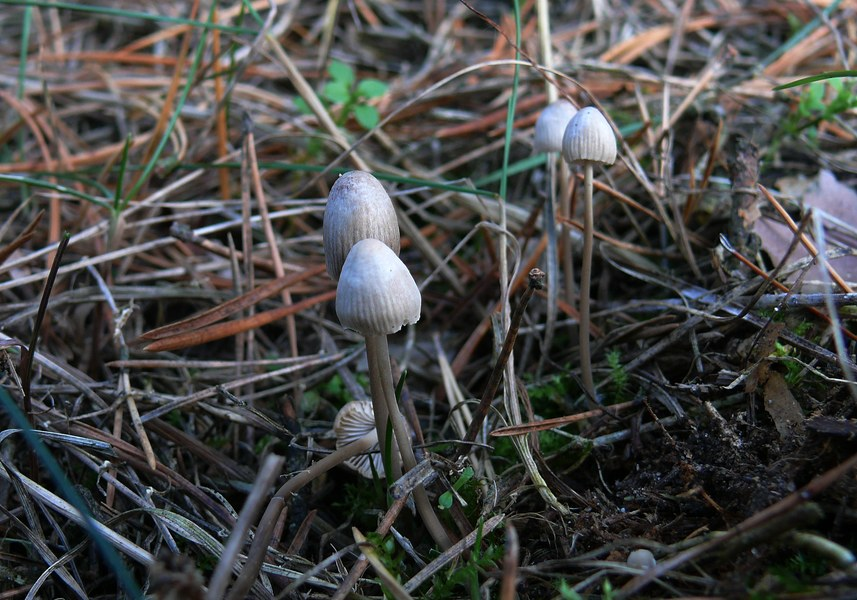
Coprinus lagopus